# Summer Ade
Summer Ade – czwarty minialbum południowokoreańskiej grupy DIA, wydany 9 sierpnia 2018 roku przez wytwórnię MBK Entertainment. Płytę promował singel „WooWoo” (kor. 우우 (WooWoo)). Sprzedał się w nakładzie 12 076 egzemplarzy (stan na wrzesień 2018 r.).
14 sierpnia piosenka „WooWoo” przyniosła grupie pierwszą wygraną w programie muzycznym The Show.

## Lista utworów
| CD | CD                                                              | CD                            | CD                                                                          | CD                                          | CD      |
| Nr | Tytuł utworu                                                    | Tekst                         | Kompozycja                                                                  | Aranżacja                                   | Długość |
| -- | --------------------------------------------------------------- | ----------------------------- | --------------------------------------------------------------------------- | ------------------------------------------- | ------- |
| 1. | „Joa? Joa!” (kor. 조아? 조아!, ang. Like U Like U)              | Shinkung, Dalli, Choi In-seon | Shinkung, Wonderkid, Dalli                                                  | Shinkung, Wonderkid                         | 3:30    |
| 2. | „WooWoo” (kor. 우우 (WooWoo))                                   | Shinsadong Tiger, BEOMxNANG   | Shinsadong Tiger, BEOMxNANG                                                 | Shinsadong Tiger                            | 3:21    |
| 3. | „Eoreun” (kor. 어른, ang. Grown Up)                             | JQ, Lee Yeon (makeumineworks) | Daniel Durn, Katrine 'Neya' Klith, Park Soo-suk, Bong Won-suk, Kim Tae-sung | Park Soo-suk, Bong Won-suk                  | 3:51    |
| 4. | „Pick up the phone”                                             | Peter Pan                     | Peter Pan, Lee Joon-hwan, Yoon Chang-won                                    | Lee Joon-hwan, Yoon Chang-won, Kim Hoe-kwon | 3:23    |
| 5. | „Derireo wa (TAKE ME)” (kor. 데리러 와 (TAKE ME), ang. Take Me) | Jooeun                        | Jooeun, Jerry.L                                                             | Jerry.L                                     | 3:10    |
| 6. | „Sweet Dream”                                                   | Yebin                         | Yebin, HotSauce                                                             | Yebin, HotSauce                             | 3:11    |
| 7. | „Blue Day”                                                      | Peter Pan, Huihyeon           | Peter Pan, Lee Joon-hwan, Huihyeon, Wooki                                   | Lee Joon-hwan                               | 3:31    |
| 8. | „WooWoo” (kor. 우우 (WooWoo)) (Inst.)                           |                               | Shinkung, Wonderkid, Dalli                                                  | Shinkung, Wonderkid                         | 3:21    |

## Notowania
| Lista                    | Pozycja |
| ------------------------ | ------- |
| Gaon Weekly Album Chart  | 5       |
| Gaon Monthly Album Chart | 23      |
| Five Music (Tajwan)      | 16      |